# 进化镇 (杭州市)
进化镇为中国浙江省杭州市萧山区下辖的一个镇，原属绍兴山阴县，1950年10月划归萧山县，现位于萧山区东南部。辖区总面积87.1平方公里。1992年5月，进化乡、城山乡合并为进化镇。2001年7月，欢潭乡并入进化镇。

## 辖区
进化镇下辖以下地区：
东山村、吉山村、华家垫村、沈家渡村、诸坞村、傅墩村、墅上王村、下畈底村、涂川村、天乐村、太平桥村、平阳村、华丰村、王家闸村、裘家坞村、云飞村、大汤坞新村、城山村、三江村、凤凰山村、欢潭村、岳联村、新江村、祝家村和三浦村。

## 人物
中国工程院院士李兰娟原籍进化镇下畈底村。